# ایستگاه راه‌آهن پیشوا
ایستگاه راه‌آهن پیشوا یک ایستگاه راه‌آهن در پیشوا استان تهران و در مسیر خط راه‌آهن تهران-مشهد است. این ایستگاه متعلق به شرکت راه‌آهن جمهوری اسلامی ایران است.
| توقف قبلی            | راه‌آهن مسافری تهران        | راه‌آهن مسافری تهران          | راه‌آهن مسافری تهران        | توقف بعدی              |
| -------------------- | -------------------------- | ---------------------------- | -------------------------- | ---------------------- |
| Varaminبه طرف تهران  |                            | تهران - پیشوا - گرمسار       |                            | امامزاده (پیشوا)پایانه |
| Varaminبه طرف تهران  | Garmsarپایانه              | تهران - پیشوا - گرمسار       |                            |                        |
| توقف قبلی            | راه‌آهن جمهوری اسلامی ایران | راه‌آهن جمهوری اسلامی ایران   | راه‌آهن جمهوری اسلامی ایران | توقف بعدی              |
| Varaminبه طرف Tehran |                            | تهران - مشهدRegional Service |                            | Garmsarبه طرف Mashhad  |